# 2012年の韓国シリーズ
2012年の韓国シリーズは、公式戦1位の三星ライオンズとプレーオフ勝者の2位SKワイバーンズ間で10月24日から11月1日まで開催され、三星が4勝2敗で2連覇を達成した。韓国シリーズ史上初めて3年連続で同じカードの対決が繰り広げられた。韓国シリーズMVPは打率.348・1本塁打・7打点を記録した李承燁が受賞した。

## 準プレーオフ
2012年の準プレーオフでは、斗山ベアーズとロッテ・ジャイアンツが2010年準プレーオフ以来2年ぶりに5戦3先勝制の勝負を競った。ロッテが第1戦、第2戦、第4戦を勝利してポストシーズンで初めて斗山を破り、2年連続でプレーオフに進出した。

## プレーオフ
2012年のプレーオフでは、前年に続いて2年連続でSKワイバーンズとロッテ・ジャイアンツが5戦3先勝制のプレーオフ勝負を競った。SKが第1戦を勝利した後に連敗したが、第4戦、第5戦に勝利し、韓国プロ野球史上初の6年連続韓国シリーズ進出という大記録を達成した。プレーオフMVPは、プレーオフ5試合で打率.444を記録したSKの鄭根宇が受賞した。
| ステージ     | 勝利チーム                        | 成績   | 星取表 | 敗戦チーム                        |
| ------------ | --------------------------------- | ------ | ------ | --------------------------------- |
| 準プレーオフ | ロッテ・ジャイアンツ（公式戦4位） | 3勝1敗 | ○○●○   | 斗山ベアーズ（公式戦3位）         |
| プレーオフ   | SKワイバーンズ（公式戦2位）       | 3勝2敗 | ○●●○○  | ロッテ・ジャイアンツ（公式戦4位） |

## 韓国シリーズ

### 第1戦 10月24日・大邱市民野球場
第1戦は三星は尹盛桓が、SKは尹喜相が先発登板。1回裏に三星は李承燁の左翼越えの2点本塁打（飛距離105m）で先制した。SKは4回表に1点返したが、三星は7回裏に1点追加して再び2点差に広げた。尹喜相は8回まで投げたが、完投負けを喫した。
|                | 1 | 2 | 3 | 4 | 5 | 6 | 7 | 8 | 9 | R | H | E |
| -------------- | - | - | - | - | - | - | - | - | - | - | - | - |
| SKワイバーンズ | 0 | 0 | 0 | 1 | 0 | 0 | 0 | 0 | 0 | 1 | 5 | 0 |
| 三星ライオンズ | 2 | 0 | 0 | 0 | 0 | 0 | 1 | 0 | - | 3 | 5 | 1 |

1. 勝利：尹盛桓（1勝）
2. セーブ：吳昇桓（1S）
3. 敗戦：尹喜相（1敗）
4. 本塁打
三星：李承燁1号2ラン（1回、尹喜相）

### 第2戦 10月25日・大邱市民野球場
三星は3回裏に裵榮燮が2点適時二塁打を記録し、その後に二死から崔炯宇が右翼越えの満塁本塁打（飛距離120m）を記録して6-0とリードした。
SKは6回表に鄭根宇が左翼越えの2点本塁打（飛距離105m）を放ち1点返したが、三星は7回裏にも2点を追加して8-1と7点差に広げた。SKは8回表に2点を返したが、それ以上は得点出来なかった。
|                | 1 | 2 | 3 | 4 | 5 | 6 | 7 | 8 | 9 | R | H | E |
| -------------- | - | - | - | - | - | - | - | - | - | - | - | - |
| SKワイバーンズ | 0 | 0 | 0 | 0 | 0 | 1 | 0 | 2 | 0 | 3 | 5 | 1 |
| 三星ライオンズ | 0 | 0 | 6 | 0 | 0 | 0 | 2 | 0 | - | 8 | 7 | 0 |

1. 勝利：張洹三（1勝）
2. 敗戦：サンティアゴ（1敗）
3. 本塁打
SK：鄭根宇1号ソロ（6回、張洹三）
三星：崔炯宇1号満塁（3回、サンティアゴ）

### 第3戦 10月28日・文鶴野球場
本来は10月27日に予定されていたが、雨のために試合が1日先に延期された。1-0と1点を追う三星は3回表に無死満塁から押し出し四球で同点に追い付き、李承燁の2点適時打、続いて崔炯宇の右翼越えの2号3点本塁打（飛距離120m）で1-6と一挙に試合をひっくり返した。SKも3回裏に2点を返し、4回裏には朴鎮万が左翼越えのソロ本塁打（飛距離110m）と暴投で5-6と1点差に迫った。三星は5回表に1点を追加したが、SKは6回裏に金江珉の左翼越えの3点本塁打（飛距離120m）など一挙6得点で逆転し、11-7とした。8回裏には、李昊俊が左翼越えのソロ本塁打（飛距離115m）を放ち、5点差に広げた。その後は三星が9回表二死の後に1点を返すのみで終わった。
|                | 1 | 2 | 3 | 4 | 5 | 6 | 7 | 8 | 9 | R  | H  | E |
| -------------- | - | - | - | - | - | - | - | - | - | -- | -- | - |
| 三星ライオンズ | 0 | 0 | 6 | 0 | 1 | 0 | 0 | 0 | 1 | 8  | 8  | 3 |
| SKワイバーンズ | 1 | 0 | 2 | 2 | 0 | 6 | 0 | 1 | - | 12 | 17 | 1 |

1. 勝利：宋恩範（1勝）
2. 敗戦：安志晩（1敗）
3. 本塁打
三星：崔炯宇2号3ラン（3回、蔡秉龍）
SK：朴鎮萬1号ソロ（4回、車雨燦）、金江珉1号3ラン（6回、安志晩）、李昊俊1号ソロ（8回、金熙杰）

### 第4戦 10月29日・文鶴野球場
試合は3回まで投手戦で進んだが、SKは4回裏に朴哉相が右翼越えのソロ本塁打（飛距離115m）を、崔廷が左翼越えのソロ本塁打（飛距離105m）をそれぞれ決め、適時打も出て3点を先制した。三星が6回表に犠牲フライで1点を返したが、SKも7回裏に犠牲フライで1点を追加した。
|                | 1 | 2 | 3 | 4 | 5 | 6 | 7 | 8 | 9 | R | H | E |
| -------------- | - | - | - | - | - | - | - | - | - | - | - | - |
| 三星ライオンズ | 0 | 0 | 0 | 0 | 0 | 1 | 0 | 0 | 0 | 1 | 8 | 0 |
| SKワイバーンズ | 0 | 0 | 0 | 3 | 0 | 0 | 1 | 0 | - | 4 | 8 | 0 |

1. 勝利：金廣鉉（1勝）
2. セーブ：オラム（1S）
3. 敗戦：タルボット（1敗）
4. 本塁打
SK：朴哉相1号ソロ（4回、タルボット）、崔廷1号ソロ（4回、タルボット）

### 第5戦 10月31日・蚕室野球場
三星は3回裏までに暴投と遊撃ゴロで2-0とリードした。SKも4回表に適時打で1点を返したが、朴正権の犠牲バント失敗と李昊俊の走塁ミスなどで、後が続かずに
4回裏以降は両チームが得点出来ないロースコアの試合に終わった。
|                | 1 | 2 | 3 | 4 | 5 | 6 | 7 | 8 | 9 | R | H | E |
| -------------- | - | - | - | - | - | - | - | - | - | - | - | - |
| SKワイバーンズ | 0 | 0 | 0 | 1 | 0 | 0 | 0 | 0 | 0 | 1 | 6 | 1 |
| 三星ライオンズ | 1 | 0 | 1 | 0 | 0 | 0 | 0 | 0 | - | 2 | 5 | 1 |

1. 勝利：尹盛桓（2勝）
2. セーブ：吳昇桓（2S）
3. 敗戦：尹喜相（2敗）

### 第6戦 11月1日・蚕室野球場
三星は1回表に犠牲フライで先制点を挙げた。4回表にもシリーズを通して不振だった朴錫珉が左翼越えの2点本塁打（飛距離120m）を放ち、その後も1点適時打と李承燁の3点適時三塁打が出て7-0とした。一方、SKは4回表に投手陣が崩れた上、打線も沈黙するなど投打で三星に圧倒されたままで終わった。これにより、三星は2年連続韓国シリーズを制覇した。韓国シリーズMVPは、三星の李承燁が記者団投票71票のうち47票を得て初受賞した。
|                | 1 | 2 | 3 | 4 | 5 | 6 | 7 | 8 | 9 | R | H | E |
| -------------- | - | - | - | - | - | - | - | - | - | - | - | - |
| 三星ライオンズ | 1 | 0 | 0 | 6 | 0 | 0 | 0 | 0 | 0 | 7 | 9 | 1 |
| SKワイバーンズ | 0 | 0 | 0 | 0 | 0 | 0 | 0 | 0 | 0 | 0 | 2 | 0 |

1. 勝利：張 洹三（2勝）
2. 敗戦：サンティアゴ（2敗）
3. 本塁打
三星：朴錫珉1号2ラン（4回、サンティアゴ）

- 三星ライオンズが4勝2敗で韓国シリーズ優勝。